# بطولة صلالة الدولية لكرة القدم
بطولة صلالة الدولية لكرة القدم 2018 بطولة أقيمت في الفترة من 22-20 من شهر يوليو 2018 في مدينة صلالة بسلطنة عُمان، وجاء الهدف من إقامة البطولة لتشجيع السياحة في موسم الخريف الذي تتميز به محافظة ظفار في فترة الصيف من كل عام.
وقد أقيمت المباريات باستاد السعادة الرياضي لتكون مباريات البطولة أولى الاستضافات في الاستاد بعد التعديلات التي تم إنشائها.

## نظام البطولة والفرق المشاركة
أقيمت البطولة بمشاركة أربعة فرق وهي النصر العماني والصفاقسي التونسي والإسماعيلي المصري والغرافة القطري وتم توزيع الفرق بحيث يلعب فريقان مع بعهما البعض ويتأهل الفائزان إلي النهائي فيما يلعب الخاسران مباراة تحديد المراكز المتبقية.

## المباريات
تم اعتماد مباريات البطولة بعد القرعة التي جرت في 8 يوليو في مدينة صلالة حيث أسفرت القرعة عن ملاقاة النصر العماني للغرافة القطري، فيما ويواجه الصفاقسي التونسي النادي الاسماعيلي المصري، وجاءت المباريات كآلاتي:
| النصر العماني    | 0 - 2 | الغرافة القطري    | تأهل الغرافة للنهائي                         |
| الصفاقسي التونسي | 1 - 1 | الإسماعيلي المصري | تأهل الصفاقسي بعد الفوز بركلات الترجيح 11-10 |

| النصر العماني | 0 - 4 | الإسماعيلي المصري | فوز الإسماعيلي بالمركز الثالث |

| الصفاقسي التونسي | 3 - 2 | الغرافة القطري | فوز الصفاقسي التونسي بالبطولة |

## الجوائز
- أفضل لاعب: سيرج اكا (الصفاقسي).
- هداف البطولة: ويسلي شنايدر (الغرافة) - 3 أهداف.[3]
- أفضل حارس: محمد جعلول (الصفاقسي).